# Zhu Wen
Zhu Wen, född 1967, är en kinesisk författare och filmregissör.
Se även: Zhu Wen (Senare Liangdynastin)
Han har publicerat flera dikt- och novellsamlingar och anses vara en av de främsta kinesiska författarna i sin generation. År 2001 inledde han även en karriär som filmregissör med filmen Haxian (Seafood) som visats på filmfestivaler världen över och erhållit flera priser.